# Момир Илић
Момир Илић (22. децембар 1981, Аранђеловац) српски је рукометни тренер и бивши рукометаш који је играо позицији левог бека.
Постао је први играч у историји ЕХФ Лиге шампионе који је постигао преко 100 голова у три узастопне сезоне. Тренутно је главни тренер Веспрема.

## Каријера
Илић је каријеру почео у Шамоту из Аранђеловца а касније је наступао за Колубару, Фиделинку, Горење, Гумерсбах. Два пута је био најбољи стрелац Лиге шампиона у сезони 2014/15. са 114 голова и са 120 у сезони 2015/16. Највише успеха имао је у дресу немачког Кила са којим је освојио две титуле Лиге шампиона и по три Бундеслиге и Купа Немачке, пре него што је 2013. године потписао за Веспрем и касније подигао по пет трофеја првака и Купа Мађарске, уз две СЕХА лиге.
За рукометну репрезентацију Србије је играо од 2005. до 2015. године. Деби на великим такмичењима је имао на Европском првенству 2006. а последњи меч за национални тим је одиграо 2015. године у квалификацијама за Европско првенство 2016. За национални тим је дао 456 голова на 125 утакмица и са капитенском траком је предводио Србију до сребрне медаље на Европском првенству 2012. на домаћем терену, када је изабран за најкориснијег играча турнира.
Објавио је крај играчке каријере након завршетка сезоне 2018/19.

## Трофеји
Гумерсбах
- ЕХФ куп (1) : 2008/09.

Кил
- Првенство Немачке (3) : 2009/10, 2011/12, 2012/13.
- Куп Немачке (3) : 2010/11, 2011/12, 2012/13.
- Суперкуп Немачке (2) : 2011, 2012.
- ЕХФ Лига шампиона (2) : 2009/10, 2011/12.
- Светско клупско првенство (1) : 2011, (финале 2012).

Веспрем
- Првенство Мађарске (5) : 2013/14, 2014/15, 2015/16, 2016/17, 2018/19.
- Куп Мађарске (5) : 2013/14, 2014/15, 2015/16, 2016/17, 2017/18.
- СЕХА лига (2) : 2014/15, 2015/16.
- ЕХФ Лига шампиона : финале 2014/15, 2015/16.
- Светско клупско првенство : финале 2015.